# Francisco Timbó
Francisco Timbó (Reriutaba, 4 de outubro de 1962) é o primeiro bailarino do balé do Theatro Municipal do Rio de Janeiro.

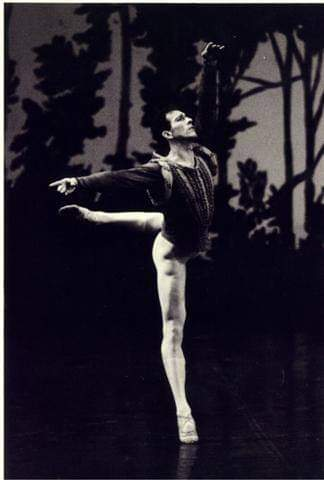
Francisco Timbó em cena, dançando O Lago dos Cisnes

## História
Francisco Timbó nasceu em Reriutaba, no Ceará em 4 de outubro de 1962. É casado com a bailarina solista do Theatro Municipal do Rio de Janeiro, Melissa Oliveira, e juntos, tem duas filhas. Iniciou seus estudos em dança na escola do Sesi, em sua cidade natal, sob direção de Dennis Gray e Jane Blauht. Aos 15 anos, complementa sua formação cursando a escola Mudra, em Bruxelas, sob direção de Maurice Béjart.
Sua carreira como bailarino inclui trabalhos em companhias como Balé da Cidade de São Paulo, Corpo de Baile Lina Penteado (Campinas-SP), Balé Nacional de Cuba, Ballet Theatre L’Ensemble (Itália) e Theatro Municipal do Rio de Janeiro, onde é bailarino principal.
De seu repertório como bailarino principal no Municipal do Rio, destaca-se em atuações como: Giselle, Dom Quixote, O Lago dos Cisnes, A Bela Adormecida, Coppélia, O Quebra Nozes, Raymonda, La Fille Mal Gardée, Paquita, La Bayadè re, La Sylphide, Les Sylphides, Les Préssages, A Megera Domada e Eugene Onegin (John Cranko), Romeu e Julieta (Vasiliev), Suíte em Blanc (Serge Lifar), Divertimento n.º 15 e Serenade (George Balanchine), Les Noces (Nijinska), Tempo de Tango (Luís Arrieta), Le Jeune Homme, A Criação e 7ª Symphonia (Uwe Sholtz) e Floresta Amazônica (Dalal Achcar), entre outros balés neoclássicos e contemporâneos.
Trabalhou com os seguintes profissionais: Jean-Yves Lourmeau, Peter Wright, Henrique Martinez, Pierre Lacotte, Tatiana Leskova, Eugenia Feodorova, Joroslav Slavick, Natália Makarova, Elisabeth Platel, Vasiliev, Boris Storojkov, Márcia Haydée, Richard Cragun, entre outros.

## Reconhecimento
Recebeu do Ministério da Cultura, o Prêmio MINC – 1.º Mambembe de Dança: Melhor Bailarino Nacional. Participou do Encontro Contemporâneo de Dança em Nova Iorque, com coreografia de Regina Miranda. Foi o homenageado do 17.º Festival Internacional de Dança da Amazônia (Fida) 2010.

## Trabalhos
Como bailarino principal do Theatro Municipal do Rio de Janeiro, dançou os balés: Giselle, Dom Quixote, O Lago dos Cisnes, A Bela Adormecida, Coppélia, O Quebra Nozes, Raymonda, La Fille Mal Gardée, Paquita, La Bayadè re, La Sylphide, Les Sylphides, Les Préssages, A Megera Domada e Eugene Onegin (John Cranko), Romeu e Julieta (Vasiliev), Suíte em Blanc (Serge Lifar), Divertimento n.º 15 e Serenade (George Balanchine), Les Noces (Nijinska), Tempo de Tango (Luís Arrieta), Le Jeune Homme, A Criação e 7.ª Symphonia (Uwe Sholtz) e Floresta Amazônica (Dalal Achcar), entre outros.